# 7-ма бронетанкова дивізія (Велика Британія)
7-а бронетанкова дивізія (англ. 7th Armoured Division) — британська танкова дивізія, що діяла під час Другої світової війни в Північній Африці, Італії та Західній Європі. Дивізія була відома як Пустельні щури.
Сформована в 1938 під назвою Мобільна дивізія в Єгипті. В 1940 перейменована на 7-у бронетанкову дивізію. В квітні 1958 року дивізія була розформована, проте її історія, традиції та емблема продовжили своє існування у сучасній 7-й бронетанковій бригаді.

## Історія

### Формування
Після Мюнхенського договору та в зв'язку з загостренням обстановки в Європі, британське командування почало посилювати свої війська, що розташовувалися на Близькому Сході. Мобільна дивізія була сформована на узбережжі приблизно за 190 км на захід від Олександрії. Дивізію очолив генерал-майор Персі Гобарт, який вважався «танковим експертом». Стюарт Генрі Пероун, аташе по зв'язках з громадськістю в британському посольстві в Багдаді, назвав дивізію «мобільним фарсом», тому що вона включала в себе багато застаріліх танків, такі як Vickers Medium Mark II, панцирники Rolls-Royce, Morris CS9.

#### Склад
- Каїрська кавалерійська бригада
- 1-й королівський танковий полк
- 3-й полк королівської артилерії
- Королівський армійський сервісний корпус
- Польова одиниця швидкої допомоги